# Couvent des Capucins de Dinant
Ne doit pas être confondu avec Couvent des Cordeliers de Dinan.
Pour les articles homonymes, voir Couvent des Capucins.

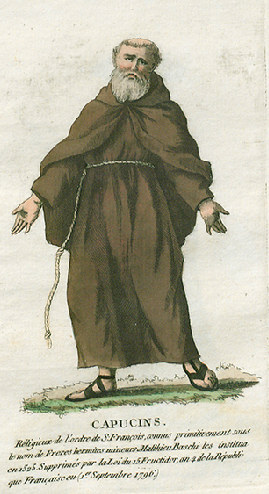
Capucins

Le couvent des Capucins de Dinant était une maison religieuse construite au début du XVIIe siècle pour les frères mineurs capucins. Édifié au bord de la Meuse (rive gauche), en amont du faubourg Saint-Médard, le couvent fut confisqué en 1797 comme bien national par le pouvoir révolutionnaire français, et les capucins furent expulsés. Servant comme hospice, puis hôpital des Sœurs de Saint Vincent de Paul de 1838 à 1957, il fut acquis par la ville de Dinant qui y installa ses services communaux (2010). Couvent et église sont classés. 

## Description
L’ancien couvent des Capucins est un quadrilatère formé d’une église et de trois bâtiments claustraux qui s’ordonnent autour d’un espace central nommé le 'cloître'.
L’église, implantée au nord sur le versant de la rive gauche de la Meuse, est mononef de trois travées que prolonge un sanctuaire au chevet plat. Deux chapelles latérales hors-œuvres sont greffées aux extrémités droite et gauche de l’église. 
Les faces extérieures des trois bâtiments conventuels sont sensiblement les mêmes et comptent partout deux niveaux d’élévation. L’église et les trois bâtiments conventuels s’agencent ensemble  pour former un espace central carré.

## Style
Édouard Gérard dans son livre La province de Namur ; Histoire de la ville de Dinant écrit en 1935 évoque le bâtiment comme étant de style mosan. L’ancien couvent des Capucins édifié dans la première moitié du XVIIe siècle, est un ensemble architectural dont qui se démarque de certains monastères par la pauvreté et la simplicité évangélique dont les religieux qui l’habitent font profession religieuse. Partout se fait sentir la simplicité franciscaine qui témoigne de l’idéal de vie des frères.
Au cours de son histoire, il a été affecté à différentes institutions qui, pour des raisons pratiques, ont modifié son état d’origine et lui ont fait subir des restaurations et des transformations. Ainsi le XIXe siècle joue un rôle essentiel dans les modifications surtout intérieures de l’église et des trois ailes entourant le préau mais aussi dans la plupart des ouvertures qui ont été remaniées ou tout simplement percées à cette époque.
En ce qui concerne l’aspect extérieur, il conserve une réelle authenticité par rapport à son état d’origine.

## Historique
Le 27 avril 1613, Ferdinand de Bavière, prince-évêque de Liège, autorise l’érection d’un couvent. Les Capucins choisissent un emplacement hors de la ville qu'ils trouvent idéal.  Sous l’occupation française, le couvent est confisqué comme 'bien national' (1797) et est utilisé comme hospice. En 1811, les sœurs de Saint Vincent de Paul prennent la direction de l'hospice qui devient dès lors un hôpital puis un orphelinat en 1880. Actuellement, l’ancien couvent des Capucins abritent les bureaux du CPAS de la ville de Dinant.

## Valeur architecturale
En 1978, la Commission royale des monuments et des sites classe ses parties anciennes comme monument en raison de leur valeur historique, artistique et esthétique. En 2010, le couvent constitue l'un des plus anciens vestiges de la ville.